# Catherine Séniavina
Catherine Séniavina (Воронцова, Екатерина Алексеевна, morte à Pise le 25 août 1784) est une compositrice et pianiste russe. Un concerto pour clavecin de Giovanni Paisiello a probablement été joué pour la première fois à la cour de Catherine II en 1781 avec Siniavina en tant que soliste. Elle a servi en tant que dame d'honneur et compositrice à la cour. Elle a été mariée avec le comte Semion Romanovitch Vorontsov.